# 伊正
伊正（1966年5月25日—），本名王一正，台灣男演員，花蓮縣富里鄉人，花蓮高中、國立臺灣大學政治學系畢業。在台灣大學就讀時，為籃球隊隊長被星探發掘出道

## 電影
| 年份   | 片名          | 飾演     |
| 1990年 | 牡丹鳥        | 一正     |
| 1991年 | 黃袍加身      | 金生     |
| 1993年 | 想飛-傲空神鷹 | 何可法   |
| 1994年 | 在陌生的城市  | 友人     |
| 1994年 | 少年噶瑪蘭    | 幕後配音 |
| 1994年 | 報告班長3     | 幕後配音 |
| 2014年 | 太平輪        | 嚴澤漢   |
| 2016年 | 人生按個讚    | 使者     |
| 2016年 | 終極舞班      | 梁皓天   |
| 2019年 | 祭旗          | 張山     |
| 2025年 | 角頭—鬥陣欸   | 白一川   |

## 電視劇
| 年份   | 頻道                   | 劇名                                 | 飾演         |
| 1991年 | 華視                   | 家有仙妻                             | 梁大海       |
| 1996年 | 華視                   | 台灣靈異事件 無頭公案                | 林阿坤       |
| 1998年 | 華視                   | 台灣靈異事件 靈異家族                | 易培實       |
| 1998年 | 華視                   | 台灣靈異事件 王母娘娘顯威風/打鬼救母 | 王子正       |
| 1998年 | 華視                   | 女人三十                             | 沈大衛       |
| 1998年 | 華視                   | 老虎的溫柔                           | 張世傑       |
| 1998年 | 華視                   | 土地公傳奇                           | 朱六         |
| 1998年 | 華視                   | 算命的女人                           | 康倫         |
| 1998年 | 民視                   | 星座女人系列之巨蟹座-鋼琴師的情人    | 為烈         |
| 1998年 | 台視                   | 明天有你                             | 麥克         |
| 1999年 | 台視                   | 台灣怪談 - 負心的人                  | 謝雷         |
| 1999年 | 台視                   | 我的這一班                           | 羅子維       |
| 1999年 | 台視                   | 台灣靈異事件 牽魂/色膽包天           | 林正一       |
| 1999年 | 台視                   | 女人劇場-女人的故事系列              |              |
| 1999年 | 中視                   | 君子蘭花                             | 常伯群       |
| 2000年 | 中視                   | 向日葵                               | 唐志豪       |
| 2000年 | 民視                   | 無你較快活                           | 陳慶華       |
| 2000年 | 華視                   | 頭家娘                               | 何永泰       |
| 2000年 | 華視                   | 麻辣鮮師                             | 方慕塵       |
| 2000年 | 東森戲劇台             | 半斤八兩                             | 林信成       |
| 2000年 | 大愛電視台             | 旭陽                                 | 黃俊銘       |
| 2001年 | 華視                   | 橘子醬男孩                           | 三輪由充     |
| 2001年 | 台視                   | 望鄉                                 | 小開         |
| 2001年 | 台視                   | 天下第一狀                           | 洪君豪       |
| 2001年 | 中視                   | 住在十字架裡的母親                   | 吳明彥       |
| 2002年 | 華視                   | 偷偷愛上你                           | 徐拓         |
| 2002年 | 華視                   | 好小子哈利                           | 葉大宇       |
| 2002年 | 華視                   | 台灣靈異事件 假面兇手                | 周志傑       |
| 2002年 | 華視                   | 台灣靈異事件 黑夜判官                | 羅文         |
| 2002年 | 華視                   | 台灣靈異事件 變臉復仇記              | 陳明忠       |
| 2002年 | 民視                   | 愛情風味屋                           | 橫山隆一     |
| 2003年 | 民視                   | 家有日本妻                           | 陳耀祖       |
| 2003年 | 台視                   | 楊麗花歌仔戲 君臣情深                | 高昭傑       |
| 2003年 | 大愛電視台             | 妙有春風                             | 陳紹宗       |
| 2003年 | 大愛電視台             | 智慧花開                             | 蘇秋金       |
| 2004年 | 華視                   | 情人看招                             | 周凱文       |
| 2004年 | 中視                   | 撞球小子                             | 邵棋峰       |
| 2004年 | 中視                   | 火線任務                             | 高見強       |
| 2005年 | 三立台灣台             | 金色摩天輪                           | 周國輝       |
| 2005年 | 大愛電視台             | 七輩婦                               | 邱國權       |
| 2005年 | 華視                   | 生命的太陽                           | 高永誠       |
| 2005年 | 華視                   | 舊情綿綿                             | 胡玉成       |
| 2006年 | 中視                   | 天長地久                             | 陳龍發       |
| 2006年 | 台視                   | 神機妙算劉伯溫 第四單元九關十八斬    | 柳青雲       |
| 2006年 | 大愛電視台             | 貞愛人生                             | 賴子玉       |
| 2006年 | 三立台灣台             | 天下第一味                           | 楊志遠       |
| 2007年 | 三立都會台             | 櫻野三加一                           | 市長         |
| 2007年 | 三立台灣台             | 我一定要成功                         | 廖世華       |
| 2008年 | TVBS歡樂台             | 幸福的抉擇                           | 李俊仁       |
| 2008年 | 三立台灣台             | 真情滿天下                           | 羅文斌王志成 |
| 2009年 | 客家電視台             | 綠羽毛                               | 劉立群       |
| 2009年 | 大愛電視台             | 醫世情                               | 杜詩綿       |
| 2009年 | 三立台灣台             | 天下父母心                           | 李民中       |
| 2010年 | 三立台灣台             | 家和萬事興                           | 許建安       |
| 2011年 | 三立台灣台             | 牽手                                 | 白嘉明       |
| 2011年 | 中視                   | 美樂。加油                           | 韓父         |
| 2011年 | 大愛電視台             | 破浪而出                             | 蔡天勝       |
| 2011年 | 大愛電視台             | 讓愛飛翔                             | 李裕祥       |
| 2011年 | 大愛電視台             | 美麗如卿                             | 葉筱蓁       |
| 2012年 | 三立台灣台             | 天下女人心                           | 陳皓文       |
| 2012年 | 大愛電視台             | 生命的樂章                           | 楊麒麟       |
| 2013年 | 三立台灣台             | 孤戀花                               | 林千山       |
| 2013年 | 三立台灣台             | 世間情                               | 孫浩民周凱生 |
| 2014年 | 客家電視台             | 三隻小蟲                             | 唐朗元       |
| 2015年 | 三立台灣台             | 思慕的人                             | 邱正亮(中年) |
| 2015年 | 三立台灣台             | 甘味人生                             | 李一龍       |
| 2015年 | 華視                   | 愛你沒條件                           | 何春生       |
| 2015年 | 大愛電視台             | 明日天晴                             | 連慶忠       |
| 2015年 | 大愛電視台             | 美好心境界                           | 陳先生       |
| 2016年 | 大愛電視台             | 家有滿子                             | 謝佩霖       |
| 2017年 | 大愛電視台             | 奔跑吧！阿飛                         | 陳秋江       |
| 2017年 | 大愛電視台             | 生命桃花源                           | 張玉麟       |
| 2017年 | 三立台灣台             | 一家人                               | 趙子駿       |
| 2017年 | 大愛電視台             | 我綿一家人                           | 阿斌         |
| 2018年 | 三立台灣台             | 金家好媳婦                           | 許英泰唐大宇 |
| 2018年 | 大愛電視台             | 黃金大天團                           | 施金田       |
| 2018年 | 公視                   | 完美正義                             | 趙順昌       |
| 2019年 | 台視                   | 楊麗花歌仔戲 忠孝節義萬古流芳        | 魏絳         |
| 2019年 | 大愛電視台             | 雨過天青                             | 陳文宗       |
| 2019年 | 衛視中文台             | 遺失的1/2                            | 孫民         |
| 2019年 | 大愛電視台             | 百歲仁醫                             | 杜詩綿       |
| 2019年 | 華視                   | 鬥陣來鬧熱                           | 劉泰銘       |
| 2020年 | KKTV                   | 記憶浮島                             | 徐政翰       |
| 2020年 | 三立台灣台             | 炮仔聲                               | 江燦堂       |
| 2020年 | 公視                   | 妖怪人間                             | 鹿山民       |
| 2020年 | 三立台灣台             | 天之驕女                             | 湯日新湯發財 |
| 2020年 | 公視                   | 沉默之槍                             | 馬國航       |
| 2021年 | 大愛電視台             | 阿良的歸白人生                       | 蔡天勝       |
| 2021年 | 台視、三立都會台       | 戀愛是科學                           | 鄭文凱       |
| 2021年 | 公視、YouTube          | 國際橋牌社2                          | 錢克禮       |
| 2021年 | 華視                   | 俗女養成記2                          | 胡阿興       |
| 2021年 | 台視、myVideo          | 2049－幸福話術                       | 曉攸爸       |
| 2021年 | Netflix                | 華燈初上                             | 朱文雄       |
| 2022年 | 三立台灣台             | 一家團圓                             | 蔡木林       |
| 2022年 | 大愛電視台             | 你好，我是誰？                       | 孫錦立       |
| 2022年 | Disney+                | 正義的算法                           | 陳志豪       |
| 2022年 | TVBS歡樂台             | 機智校園生活-必勝高三生              | 侯世英       |
| 2022年 | 東森戲劇台             | 額外旅程                             | 柯佑文       |
| 2022年 | Netflix                | 她和她的她                           | 林友晟       |
| 2022年 | 中視、中天綜合台       | 台灣X檔案                            | 沈永福       |
| 2023年 | 公視台語台、華視       | 再見之後                             | 曾君偉       |
| 2023年 | 公視                   | 牛車來去                             | 金將         |
| 2023年 | 大愛電視台             | 最佳配角                             | 許碁興       |
| 2023年 | 大愛電視台             | 搜尋者                               | 詹聯漢       |
| 2023年 | 公視                   | 八尺門的辯護人                       | 連正儀       |
| 2023年 | Hami Video、friDay影音 | 火星上的維納斯                       | CEO          |
| 2023年 | 華視、東森超視         | 阿叔                                 | 王文俊       |
| 2024年 | 台視                   | 追分成功                             | 林文豪       |
| 2024年 | 華視、LINE TV          | 華麗計程車行                         | 丁立德       |
| 2024年 | TVBS歡樂台             | 完全省錢戀愛手冊                     | 王長發       |
| 2024年 | 三立都會台             | 省省吧！我家富貴發                   | 夏伯伯       |
| 2024年 | 華視、東森超視         | 阿榮與阿玉                           | 安清華       |
| 2024年 | 東森戲劇台             | 不愛，愛                             | 廖顯榮       |
| 2025年 | 華視、公視台語台       | 火車來去                             | 李安全       |
| 2025年 |                        | 回憶暫存事務所                       | 莊雨清       |
| 2025年 | 大愛電視台             | 臥龍好歲月                           |              |

## 舞台劇
| 年份   | 劇名                       | 飾演   |
| 2024年 | 時光の手箱：我的阿爸和卡桑 | 顏欽賢 |

## 音樂作品

### 唱片
| 發行日期 | 專輯名稱                                     | 曲目 |
| -------- | -------------------------------------------- | --- |
| 1991年   | 《情，報》以本名『王一正』發行個人第一張專輯 | 曲目 1. 愛自己多一點 2. 多少請說一點話 3. 自己騙自己 4. 潔白是你的名字 5. 你的眼睛瞞不住你的心 6. 痴戀 7. 夢土 8. 我的一生還很長 9. 到那裡找  |
| 1994年   | 《我不甘心》                                 | 曲目 1. 我不甘心 2. 離去 3. 我的憂鬱 4. 一起跳 5. 愛從現在一直到老 6. 一千遍溫柔 7. 擱淺 8. 好不好 9. 我是否真的失去了你 10. 失去你我無法呼吸 |
| 1995年   | 《紅塵寂寞人》                               | 曲目 1. 紅塵寂寞人 2. 如果要忘掉一個人 3. 擁擠的城市 4. 我的依靠 5. 只要現在 6. 男人淚 7. 風 8. 真心不毀 9. 擁抱夜的寂寞 10. 老鷹之歌         |

### 單曲
- 1996年《臺北紅玫瑰》（與葉愛菱演唱，收錄葉愛菱VS十個男人系列作專輯《情色紅唇》）
- 2012年《甲你熟識》（與丁國琳演唱，收錄丁國琳專輯《敗犬美魔女》）

## 主持作品
- 超級太陽台-一手車訊
- 衛視中文台-生死一瞬間
- 大愛電視台-戲說人生

## 廣告
- 愛迪達球鞋
- 黑咖啡-鳥人篇
- 天仁紅茶
- 海鳥沐浴乳
- 捷安特自行車
- 東元鮮綠小家電
- 三陽機車
- 刮胡刀
- 京越莊

## 獎項
以2019年底上檔的電影祭旗中張山一角，獲得義大利奧尼羅影展（Oniros FilmAwards）最佳演員獎。

## 外部連結
- 伊正的Instagram帳戶
- 王一正在香港影庫上的簡介
- 伊正在香港影庫上的簡介